# District de Sanbu
Le district de Sanbu (山武郡, Sanbu-gun) est un district de la préfecture de Chiba, au Japon.
Au 1er décembre 2013, la population s'élevait à 48 408 habitants répartis sur une superficie de 134,1 km2.

## Communes du district
- Kujūkuri
- Shibayama
- Yokoshibahikari

Ōamishirasato, qui faisait partie du district de Sanbu, a été promue au rang de ville le 1er janvier 2013.